# Dolní propust

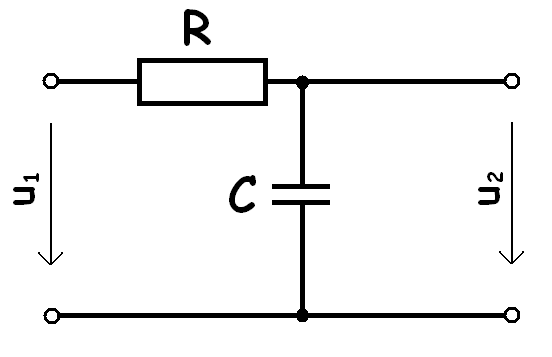
Dolní propust schéma

Dolní propust je frekvenční lineární filtr, který nepropouští signál o vyšších frekvencích.
Dolní propust je základní pasivní dvojbranné zapojení, kde ke vstupu je sériově zapojen rezistor a poté paralelně kondenzátor. Vznikne RC článek, kde vstupní napěťový signál je připojen na celou RC větev a výstupní signál je měřen na kondenzátoru. Se zvyšující se frekvencí vstupního signálu klesá reaktance kondenzátoru, čímž se snižuje vstupní i výstupní impedance. Reaktanci kondenzátoru určíme ze vztahu: {\displaystyle X_{C}={\frac {1}{2\pi fC}}}.
Pro frekvenci blížící se k nekonečnu je vstupní impedance {\displaystyle Z=R}. Nejdůležitějším parametrem je mezní frekvence, kterou určíme ze vztahu: {\displaystyle f_{0}={\frac {1}{2\pi RC}}}, při které poklesne zisk obvodu o 3 dB (zhruba o 29 %).
Filtr s mezní frekvencí 300 Hz můžeme sestavit pomocí rezistoru s odporem 56 kΩ a kondenzátorem s kapacitou 0,01 uF. Od mezní frekvence je pokles zisku strmostí okolo −20 dB na dekádu. Právě strmost je dalším důležitým parametrem. Vypočte se rozdílem míst v křivce poklesu, kde je křivka protnuta mezní frekvencí, a místem, kde je frekvence právě o dekádu vyšší ({\displaystyle 10f_{0}}).

## Použití

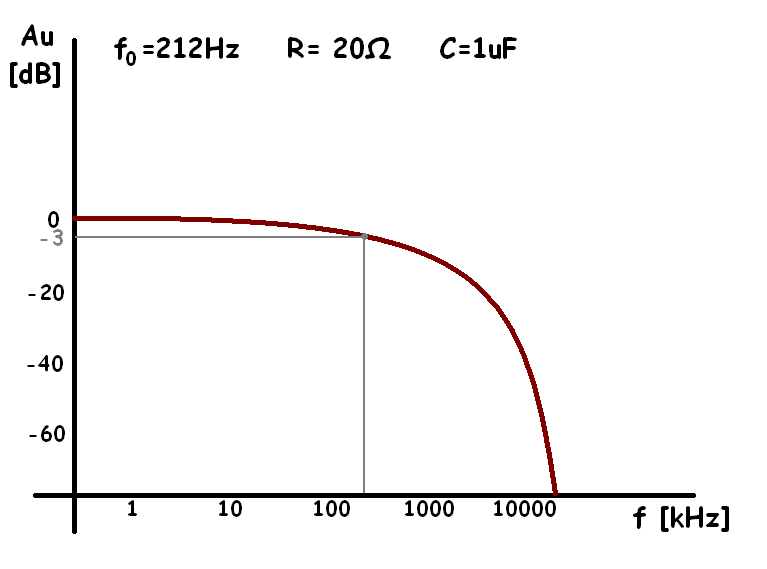
Průběh závislosti zisku na frekvenci

Filtr se používá především v audio technice, kde propustí jen basové tóny s nízkou frekvencí, které mohou být vyvedeny do samostatného basového reproduktoru. Dále se tento filtr využívá ve stejnosměrných a nízkofrekvenčních elektronických obvodech pro zpracování signálu pro eliminaci nežádoucího šumu na vyšších frekvencích.
V audio technice – konkrétně při stavbě pasivních reproduktorových výhybek se jako dolní propust používá indukční cívka. Dělicí frekvence je dána hodnotou indukčnosti této cívky. Používají se cívky „vzduchové“ – tj. bez jádra, cívky s kovovým jádrem, cívky s feritovým jádrem.